# Proechimys chrysaeolus
Proechimys chrysaeolus é uma espécie de roedor da família Echimyidae.
É endêmica da Colômbia.